# Ardevon
Ardevon est une ancienne commune française du département de la Manche et de la région Normandie, associée à Pontorson du 1er janvier 1973 au 31 décembre 2015, puis intégrée définitivement à la commune déléguée de Pontorson.

## Toponymie
Peut-être formé à partir des deux mots gaulois eburo « if » et duno, « l'agglomération de l'if ».

## Histoire
Les seigneurs d'Ardevon étaient les barons de la Broïse, ils avaient le titre de barons et patrons d'Ardevon.
Robert d'Auvers (Alvers) en Ardevon (fl.  au XIe siècle), dont le nom qui figure dans le Domesday Book est rattaché à Guillaume le Conquérant. Il reçut une propriété à Northampton. En 1088, Robert de Beaumont est aux côtés du duc de Normandie lorsque ce dernier donne à l'abbaye du Mont-Saint-Michel un marché et une foire annuelle à Ardevon ainsi qu'une terre pour élever une maison.
Lors de la guerre de Cent Ans, l'église fut endommagée. En 1419, Henri V donna la terre seigneuriale d'Ardevon, confisqué sur l'abbaye du Mont-Saint-Michel, à Swinford, à charge de construire une bastille et de la garnir de gens d'armes. Elle devient un poste important pour les Anglais, quand ils assiégèrent le Mont-Saint-Michel.
Au XVIIIe siècle, la construction du presbytère, dont l'essentiel des frais de construction impute depuis le règne de Louis XV à la paroisse et non plus au curé ou au décimateur, occasionna une dépense importante et le mécontentement des villageois.
En 1973, Pontorson absorbe Ardevon, Beauvoir, Boucey, Cormeray, Curey, Moidrey et Les Pas, qui ont toutes gardées le statut de communes associées. L'ensemble forme ainsi un grand Pontorson (une augmentation de 55 % de population) qui occupe l’extrémité ouest du département de la Manche sous la commune du Mont-Saint-Michel
Le 1er janvier 1989, la commune de Beauvoir reprend son autonomie. La mairie a émis le souhait en 2013 de se séparer de Pontorson pour s'associer à cette dernière.
Le 1er janvier 2016, Pontorson devient une commune nouvelle avec Macey et Vessey et les communes associées sont supprimées de plein droit.

## Politique et administration
| Période    | Période       | Identité          | Étiquette | Qualité |
| ---------- | ------------- | ----------------- | --------- | ------- |
| 1973       | 1978          | Marcel Desgranges |           |         |
| 1979       | 1989          | Jean Huet         |           |         |
| 1989       | 2008          | Michel Joué       |           |         |
| mars 2008  | avril 2014    | Jean-Luc Ganche   | SE        |         |
| avril 2014 | décembre 2015 | Sylvie Fauconnier |           |         |

| Période                                  | Période | Identité          | Étiquette | Qualité |
| ---------------------------------------- | ------- | ----------------- | --------- | ------- |
| Les données manquantes sont à compléter. |         |                   |           |         |
| 1929                                     | 1945    | Lucien Joué       |           |         |
| 1945                                     | 1947    | Prosper Cornille  |           |         |
| 1947                                     | 1965    | Jean Huet         |           |         |
| 1965                                     | 1973    | Marcel Desgranges |           |         |

## Démographie
| 1793 | 1800 | 1806 | 1821 | 1831 | 1836 | 1841 | 1846 |
| ---- | ---- | ---- | ---- | ---- | ---- | ---- | ---- |
| 391  | 312  | 453  | 455  | 480  | 465  | 490  | 495  |

| 1851 | 1856 | 1861 | 1866 | 1872 | 1876 | 1881 | 1886 |
| ---- | ---- | ---- | ---- | ---- | ---- | ---- | ---- |
| 440  | 445  | 413  | 419  | 386  | 370  | 384  | 355  |

| 1891 | 1896 | 1901 | 1906 | 1911 | 1921 | 1926 | 1931 |
| ---- | ---- | ---- | ---- | ---- | ---- | ---- | ---- |
| 320  | 321  | 321  | 332  | 315  | 329  | 312  | 317  |

| 1936 | 1946 | 1954 | 1962 | 1968 | - | - | - |
| ---- | ---- | ---- | ---- | ---- | - | - | - |
| 309  | 285  | 298  | 280  | 265  | - | - | - |

## Lieux et monuments
- Église Notre-Dame d'Ardevon des XIVe – XVe siècles, avec sa charpente de toit du XVe. L'église abrite les statues d'une Vierge à l'Enfant et de saint Jean du XIVe classées au titre objet aux monuments historiques. Sont conservés également les autels Saint-Gilles et Saint-Sébastien du XVIIIe, une chaire à prêcher du XVIIe.
- Prieuré d'Ardevon des XIVe – XVe siècles. L'édifice, attenant à l'église, fondé par l'abbaye du Mont-Saint-Michel, est inscrit au titre des monuments historiques par arrêté du 15 septembre 1937[11]. La grange à dîmes, réaménagée, et après avoir abrité le syndicat mixte de la baie du Mont-Saint-Michel, et aujourd'hui un lieu d'accueil et de prière destiné aux pèlerins du mont.
- Pigeonnier.
- Ancienne chapelle Saint-Gilles ou maladrerie d'Ardevon du XVe siècle.
- Croix de chemin des XVIIe – XIXe siècles, et croix de cimetière du XVe.

## Personnalités liées à la commune
- Jean-Baptiste Le Carpentier (Helleville, 1759 - Le Mont-Saint-Michel, 1829), montagnard, conventionnel, inhumé à Ardevon après avoir été décapité[12].